# Tigridia estelae
Tigridia estelae är en irisväxtart som beskrevs av López-ferr. och Mario Adolfo Espejo Serna. Tigridia estelae ingår i släktet Tigridia och familjen irisväxter. Inga underarter finns listade i Catalogue of Life.